# Meristacarus biroi
Meristacarus biroi är en kvalsterart som beskrevs av Balogh 1961. Meristacarus biroi ingår i släktet Meristacarus och familjen Lohmanniidae. Inga underarter finns listade i Catalogue of Life.